# Feologild
Feologild ou Feologeld est un prélat anglo-saxon mort le 30 août 832. Il est brièvement archevêque de Cantorbéry l'année de sa mort.

## Biographie
Feologild apparaît dans les sources en 803, lorsqu'il signe les actes du concile de Clofesho en tant qu'abbé d'un monastère situé dans le royaume du Kent. Il est élu archevêque de Cantorbéry le 25 avril 832 et sacré le 9 juin de la même année. Il n'occupe ce poste que quelques mois et meurt le 30 août.
Certaines listes d'archevêques mentionnent un certain Swithred ou Syred qui aurait été archevêque la même année que Feologild. Il est possible qu'il s'agisse de la même personne. Il est également possible que Feologild n'ait été que candidat à la succession de l'archevêque Wulfred et qu'il n'ait pas été sacré.